# Подводные лодки типа «Долфейн»
Подводные лодки типа «Долфейн» (нидерл. Dolfejnklasse) — серия нидерландских дизель-электрических подводных лодок. Первые подводные лодки, построенные в Нидерландах после окончания Второй мировой войны, тип «Долфейн» отличались необычной конструкцией с тремя цилиндрическими прочными корпусами. Подводные лодки этого типа строились двумя сериями: две лодки были построены в 1954—1961 годах, после чего дальнейшее строительство было приостановлено в связи с проработкой возможной постройки атомных подводных лодок. После того, как от этой идеи решено было отказаться, в 1962—1966 годах были построены ещё две лодки этого типа, отличавшихся рядом изменений, внедрённых впоследствии и на первых двух лодках. Подводные лодки типа «Долфейн» оставались на вооружении до начала 1990-х годов, когда они были заменены более современными лодками типа «Валрус» и пущены на слом, за исключением ПЛ "Тонейн", которая превращена в корабль-музей c 1994 г.

## Представители
| Название        | Заводской номер | Верфь            | Дата закладки    | Спуск на воду   | Ввод в строй    | Судьба                                  |
| --------------- | --------------- | ---------------- | ---------------- | --------------- | --------------- | --------------------------------------- |
| Долфейн Dolfijn | S 808           | Rotterdam DD     | 30 декабря 1954  | 20 мая 1959     | 16 марта 1961   | пущена на слом в 1985                   |
| Зехонд Zeehond  | S 809           | Rotterdam DD     | 30 декабря 1954  | 20 февраля 1960 | 16 марта 1961   | используется в качестве опытовой с 1990 |
| Потвис Potvis   | S 804           | Wilton-Fijenoord | 17 сентября 1962 | 12 января 1965  | 2 ноября 1965   | пущена на слом в 1992                   |
| Тонейн Tonijn   | S 805           | Wilton-Fijenoord | 27 ноября 1962   | 14 июня 1965    | 24 февраля 1966 | превращена в корабль-музей c 1994 г.    |